# Гажа-э-Вильдьё
Гажа́-э-Вильдьё (фр. Gaja-et-Villedieu) — коммуна во Франции, находится в регионе Лангедок — Руссильон. Департамент коммуны — Од. Входит в состав кантона Лиму. Округ коммуны — Лиму.
Код INSEE коммуны — 11158.

## Население
Население коммуны на 2008 год составляло 296 человек.
| 1962 | 1968 | 1975 | 1982 | 1990 | 1999 | 2009 |
| ---- | ---- | ---- | ---- | ---- | ---- | ---- |
| 218  | 216  | 199  | 220  | 231  | 266  | 296  |

## Экономика
В 2007 году среди 211 человек в трудоспособном возрасте (15—64 лет) 149 были экономически активными, 62 — неактивными (показатель активности — 70,6 %, в 1999 году было 78,7 %). Из 149 активных работали 142 человека (73 мужчины и 69 женщин), безработных было 7 (4 мужчины и 3 женщины). Среди 62 неактивных 33 человека были учениками или студентами, 21 — пенсионерами, 8 были неактивными по другим причинам.